# Golden Triangle (uniwersytety)
„Golden triangle” (pl. Złoty trójkąt) – nieoficjalna nazwa wiodących angielskich uniwersytetów znajdujących się w Oksfordzie, Cambridge i Londynie.
University of Oxford i University of Cambridge („Oxbridge”) tworzą dwa rogi trójkąta. Trzeci składa się z Imperial College London, University College London, London School of Economics (LSE) i King’s College London (ostatnie cztery były koledżami University of London; trzy nadal pozostały zrzeszone, ale Imperial jest teraz niezależny).